# Keulse Bocht

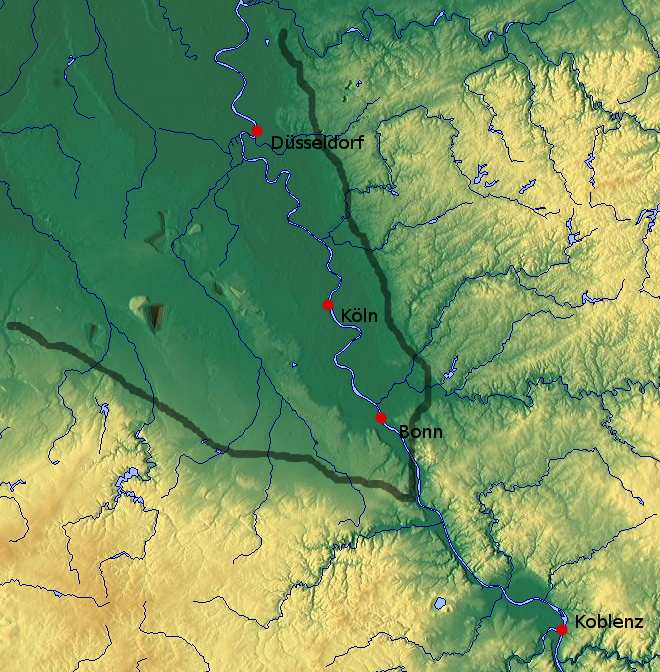
De Keulse Bocht is het centrale gedeelte van het donkergroene gebied linksboven

Als Keulse Bocht (ook Keuls-Bonnse Bocht) wordt de dichtbevolkte laagvlakte van de linkeroever van de Rijn aangeduid, die zich van Bonn in het zuidoosten noordwestwaarts over Keulen tot ongeveer Dormagen uitstrekt. Vandaar loopt de afgrenzing in een zuidwestelijke lijn naar de buurt van Düren. 
De Keulse Bocht is gelegen in het zuidwesten van Noordrijn-Westfalen en vormt het zuidoostelijke en centrale deel van de Nederrijnse Bocht, die zich vanuit noordwestelijke richting in het Rijnlands leisteenplateau insnijdt. Ten zuidwesten en ten oosten van het gebied verheffen zich hoger gelegen gebieden, zoals de Eifel ten zuidwesten ervan en het Süderbergland ten oosten van de Keulse Bocht. 
Af en toe wordt de term Keulse Bocht ook als een synoniem gebruikt voor de gehele Nederrijnse Bocht.